# Vojna strategija
Vojna strategija je skup ideja koje sprovode vojne organizacije za ostvarivanje željenih strateških ciljeva. Pojam strategija, koji je izveden iz grčke reči strategos, ušao je u upotrebu tokom 18. veka, i u to vreme je imao uže značenje kao „umetnost generala”, ili „umetnost rukovođenja” trupama. Vojna strategija se bavi planiranjem i vođenjem kampanja, kretanjem i raspoređivanjem snaga i obmanom neprijatelja.
Otac modernih zapadnih strateških studija, Karl fon Klauzevic (1780-1831), vojnu strategiju je definisao kao „korišćenje bitki za okončavanje rata”. Definicija B. H. Lidela Harta stavila je manje naglaska na bitke, definišući strategiju kao „umetnost distribucije i primene vojnih sredstava radi ispunjenja ciljeva politike”. Stoga su obojica dala prednost političkim ciljevima nad vojnim ciljevima.
Sun Cu (544-496. p. n. e.) često se smatra ocem istočne vojne strategije i snažno je uticao na kinesku, japansku, korejsku i vijetnamsku istorijske i moderne ratne taktike. Sun Cuovo Umeće ratovanja je postalo popularno i praktično je korišteno i u zapadnom društvu. Ono nastavlja da utiče na mnoga takmičarska nastojanja u Aziji, Evropi i Americi, uključujući kulturu, politiku, i poslovanje, kao i moderno ratovanje. Istočna vojna strategija razlikuje se od zapadne, jer se više fokusira na asimetrično ratovanje i obmane.
Strategija se razlikuje od taktike, u tome da se strategija odnosi na upošljavanje svih vojnih sposobnosti jedne države putem visokog nivoa i dugoročnog planiranja, razvoja i nabavki radi garantovanja bezbednosti ili pobede. Taktika je vojna nauka koja se koristi za osiguranje ciljeva definisanih kao deo vojne strategije; posebno metoda kojima se ljudi, oprema, letelice, brodovi i oružje koriste i usmeravaju protiv neprijatelja.

## Osnove
Vojna strategija je planiranje i sprovođenje borbe između grupa naoružanih protivnika. Strategija, koja je potdisciplina ratnih dejstava i spoljne politike, glavno je sredstvo za osiguranje nacionalnih interesa. Ona je šira u pogledu perspektive od vojne taktike, koja uključuje raspoređivanje i manevar jedinica na određenom moru ili bojnom polju, ali je uža od velike strategije koja se inače naziva nacionalnom strategijom, a koja je sveukupna strategija najvećih organizacija poput nacionalna država, konfederacija ili međunarodnih saveza, i uključuje upotrebu diplomatskih, informacionih, vojnih i ekonomskih resursa. Vojna strategija obuhvata upotrebu vojnih resursa, kao što su ljudi, oprema i informacije protiv neprijateljskih resursa radi sticanja nadmoći ili smanjenja protivnikove volje za borbom, razvijene na osnovu recepata vojne nauke.
NATO-va definicija strategije je „predstavljanje načina na koji treba razvijati i primenjivati vojnu silu radi postizanja nacionalnih ciljeva ili ciljeva grupe nacija”. Strategija se može podeliti na veliku strategiju, geopolitičku po obimu i vojnu strategiju, koja ciljeve geopolitičke politike pretvara u vojno ostvarljive ciljeve i kampanje. Feldmaršal Vikont Alanbruk, načelnik imperijalnog generalštaba i kopredsednik komiteta kombinovanih šefova odoblja anglo-američkih snaga tokom većeg dela Drugog svetskog rata, opisao je umetnost vojne strategije kao: „... izvesti iz [političkog] cilja seriju vojnih objektiva koje treba ostvariti: proceniti ove objektive prema vojnim zahtevima koje stvaraju i preduslovima koje će verovatno zahtevati njihovo postizanje: da se usklade raspoloživi i potencijalni resursi sa zahtevima i da se iz ovog procesa formira koherentan obrazac prioriteta i racionalan tok delovanja.” Feldmaršal Montgomeri je to sažeo na sledeći način: „Strategija je veština distribucije i primene vojnih sredstava, poput oružanih snaga i zaliha, radi ispunjenja ciljeva politike. Taktika predstavlja raspoređivanje i kontrolu vojnih snaga i tehnika u stvarnim borbama. Ukratko: strategija je veština vođenja rata, taktika - umetnost borbe.”

## Literatura
- Carpenter, Stanley D. M., Military Leadership in the British Civil Wars, 1642-1651: The Genius of This Age, Routledge, 2005.
- Chaliand, Gérard (1994). The Art of War in World History: From Antiquity to the Nuclear Age. University of California Press.
- Gartner, Scott Sigmund (1999). Strategic Assessment in War. Yale University Press. ISBN 978-0-300-08069-8.
- Heuser, Beatrice (2010). The Evolution of Strategy: Thinking War from Antiquity to the Present. Cambridge University Press. ISBN 978-0-521-19968-1.
- Matloff, Maurice, ур. (1996). American Military History: 1775-1902, volume 1. Combined Books.
- May, Timothy (2007). The Mongol Art of War: Chinggis Khan and the Mongol Military System. Barnsley, UK: Pen & Sword. ISBN 978-1844154760.
- Wilden, Anthony, Man and Woman, War and Peace: The Strategist's Companion, Routledge, 1987.
- The US Army War College Strategic Studies Institute publishes several dozen papers and books yearly focusing on current and future military strategy and policy, national security, and global and regional strategic issues. Most publications are relevant to the International strategic community, both academically and militarily. All are freely available to the public in PDF format. The organization was founded by General Dwight D. Eisenhower after World War II.
- Black, Jeremy (2005). Introduction to Global Military History: 1775 to the present day. Routledge Press.
- D'Aguilar, G.C., Napoleon's Military Maxims, free ebook, Napoleon's Military Maxims.
- Freedman, Lawrence (2013). Strategy: A History. ISBN 978-0199325153.
- Holt, Thaddeus (2004). The Deceivers: Allied Military Deception in the Second World War. Simon and Schuster. ISBN 0-7432-5042-7.. June, 2004, hardcover, 1184 pages, .
- Tomes, Robert R. (2007). US Defense Strategy from Vietnam to Operation Iraqi Freedom: Military Innovation and the New American Way of War, 1973–2003. Routledge Press.
- Compiled by Joan T. Phillips Bibliographer at Air University Library: „A Bibliography of Asymmetric Warfare”. Архивирано из оригинала 12. 12. 2012. г. Приступљено 04. 11. 2022., August 2005.
- Asymmetric Warfare and the Revolution in Military Affairs (RMA) Debate sponsored by the Project on Defense Alternatives
- Arreguin-Toft, Ivan (2005). How the Weak Win Wars: A Theory of Asymmetric Conflict. New York & Cambridge: Cambridge University Press. ISBN 0-521-54869-1.
- Beckett, I. F. W. (15. 9. 2009). Encyclopedia of Guerrilla Warfare (Hardcover). Santa Barbara, California: Abc-Clio Inc. ISBN 978-0874369298.
- Barnett, Roger W. (2003). Asymmetrical Warfare: Today's Challenge to U.S. Military Power. Washington, D.C.: Brassey's. ISBN 1-57488-563-4.
- Friedman, George (2004). America's Secret War: Inside the Hidden Worldwide Struggle between the United States and Its Enemies. London: Little, Brown. ISBN 0-316-72862-4.
- T.V. Paul (1994). Asymmetric Conflicts: War Initiation by Weaker Powers. New York: Cambridge University Press. ISBN 0-521-45117-5.
- J. Schroefl (2007). Political Asymmetries in the Era of Globalization. Peter Lang. ISBN 978-3-631-56820-0.
- Kaplan, Robert D. (2003). Warrior Politics: Why Leadership Demands a Pagan Ethos. New York: Vintage. ISBN 0-375-72627-6.
- Levy, Bert "Yank"; Wintringham, Tom (Foreword) (1964). Guerrilla Warfare (PDF). Paladin Press. Архивирано из оригинала (PDF) 2014-04-12. г. Приступљено 2014-04-15.
- Merom, Gil (2003). How Democracies Lose Small Wars. New York: Cambridge. ISBN 0-521-80403-5.
- Metz, Steven; Douglas V. Johnson II (2001). Asymmetry and U.S. Military Strategy: Definition, Background, and Strategic Concepts. Carlisle Barracks. ISBN 1-58487-041-9.. Strategic Studies Institute/U.S. Army War College, 2001   (PDF) https://web.archive.org/web/20170302035038/https://www.strategicstudiesinstitute.army.mil/pdffiles/PUB223.pdf. Архивирано из оригинала (PDF) 02. 03. 2017. г. Приступљено 04. 11. 2022. Недостаје или је празан параметар |title= (помоћ)
- J. Schroefl, S.M. Cox, T. Pankratz (2009). Winning the Asymmetric War: Political, Social and Military Responses. Peter Lang. ISBN 978-3-631-57249-8.
- Record, Jeffrey (2007). Beating Goliath: Why Insurgencies Win. Washington, D.C.: Potomac Books. ISBN 978-1-59797-090-7.
- Gagliano Giuseppe (2001). Introduzione alla conflittualita' non convenzionale. New Press.
- Resnick, Uri. Dynamics of Asymmetric Territorial Conflict: the evolution of patience. Basingstoke, UK: Palgrave-Macmillan, 2013.
- Sobelman, Daniel, New Rules of the Game: Israel and Hizbollah after the Withdrawal from Lebanon, Tel-Aviv University, Jaffee Center for Strategic Studies, 2004 [www.inss.org.il/upload/(FILE)1190276456.pdf]
- Sobelman, Daniel, 'Hizbollah—from Terror to Resistance: Towards a National Defence Strategy, in Clive Jones and Sergio Catignani (eds.), Israel and Hizbollah An Asymmetric Conflict in Historical and Comparative Perspective, Routledge, 2010 (pp. 49–66)
- Sobelman, Daniel (Winter, 2016/2017). „Learning to Deter: Deterrence Failure and Success in the Israel-Hezbollah Conflict, 2006–2016”. International Security. 41 (3): 151—196. doi:10.1162/ISEC_a_00259. Проверите вредност парамет(а)ра за датум: |date= (помоћ)
- Bryant, G. J (2004). „Asymmetric Warfare: The British Experience in Eighteenth-Century India”. Journal of Military History. 68 (2): 431—469. doi:10.1353/jmh.2004.0019.(потребна претплата)
- Ivan Arreguin-Toft (лето 2001). „How the Weak Win Wars: A Theory of Asymmetric Conflict”. International Security. 26 (1): 93—128. doi:10.1162/016228801753212868.
- J. Paul Dunne;  . (2006). „Managing Asymmetric Conflict”. Oxford Economic Papers. 58 (2): 183—208. doi:10.1093/oep/gpi056.
- Fowler, C. A. "Bert" (март 2006). „Asymmetric Warfare: A Primer”. IEEE Spectrum. Архивирано из оригинала 2008-01-04. г. Приступљено 2006-03-05. A mathematical approach to the concept.
- Marcus Corbin. Reshaping the Military for Asymmetric Warfare. Архивирано из оригинала 10. 04. 2012. г. Приступљено 04. 11. 2022.. CDI website October 5, 2001.
- Deady, Timothy K. (2005). „Lessons from a Successful Counterinsurgency: The Philippines, 1899–1902” (PDF). Parameters. 35 (1): 53—68. Архивирано из оригинала (PDF) 2016-12-10. г. Приступљено 2018-01-13.
- Vincent J. Goulding Jr. „Back to the Future with Asymmetric Warfare”. Архивирано из оригинала 2004-02-10. г. Приступљено 2006-06-12. From Parameters, Winter 2000–01, pp. 21–30.
- Andrew J.R. Mack (јануар 1975). „Why Big Nations Lose Small Wars: The Politics of Asymmetric Conflict”. World Politics. 27 (2): 175—200. JSTOR 2009880. doi:10.2307/2009880.
- Montgomery C. Meigs Unorthodox Thoughts about Asymmetric Warfare (PDF)
- Richard Norton-Taylor, Asymmetric Warfare: Military Planners Are Only Beginning to Grasp the Implications of September 11 for Future Deterrence Strategy, in The Guardian, October 3, 2001
- Michael Novak, "Asymmetrical Warfare" & Just War: A Moral Obligation in NRO, February 10, 2003
- Toni Pfanner (март 2005). „Asymmetrical Warfare from the Perspective of Humanitarian Law and Humanitarian Action”. International Review of the Red Cross. 87 (857)., p. 149–174.
- Sullivan, Patricia. (2007). „War Aims and War Outcomes: Why Powerful States Lose Limited Wars”. Journal of Conflict Resolution. 51 (3): 496—524. doi:10.1177/0022002707300187.
- Jonathan B. Tucker Asymmetric Warfare, a 6-page analysis, Summer 1999.
- Asymmetry and other fables, Jane's Defence Weekly, 18 August 2006
- David Buffaloe 'Defining Asymmetric Warfare'  September 2006
- Gates Assails Pentagon on Resources for Battlefields The Washington Post April 22, 2008
- Mandel, Robert (2007). „SAGE Journals: Your gateway to world-class journal research”. Armed Forces & Society. 33 (4): 461—495. S2CID 145246391. doi:10.1177/0095327X06295515.
- Mandel, Robert (2004). „SAGE Journals: Your gateway to world-class journal research”. Armed Forces & Society. 30 (2): 171—201. S2CID 110384704. doi:10.1177/0095327X0403000203.

## Spoljašnje veze
- Медији везани за чланак Vojna strategija на Викимедијиној остави